# Muscari vuralii
Muscari vuralii ist eine Pflanzenart aus der Gattung der Traubenhyazinthen (Muscari) in der Familie der Spargelgewächse (Asparagaceae). Sie wurde 2006 entdeckt und ist bisher nur von einer Fundstelle im südtürkischen Taurus-Gebirge bekannt.

## Beschreibung
Die Zwiebel ist eiförmig, hat einen Durchmesser von ungefähr 1 bis 1,5 Zentimetern und bildet Tochterzwiebeln aus. Die Zwiebelhäute sind schwärzlichbraun. Es sind 2 bis 5 Laubblätter vorhanden. Diese sind lineal-lanzettlich, 4 bis 9 × 0,1 bis 0,5 Zentimeter groß, aufrecht, sichelförmig, rinnig und grün. Sie besitzen einen scheidigen Grund.
Der meist einzelne Schaft ist mitsamt Blütenstand 3 bis 7 Zentimeter lang. Er ist kürzer oder ebenso lang wie die Blätter und verlängert sich während der Fruchtreife nicht merklich. Der traubige Blütenstand ist mehr oder weniger eiförmig, 0,8 bis 1 × 1 bis 1,2 Zentimeter groß und besteht aus selten ab 6, meist 10 bis 15 Blüten. Der Blütenstiel ist während der Blütezeit 0,5 bis 2 Millimeter lang und aufrecht-ausgebreitet. Während der Fruchtreife verlängert er sich auf selten ab 3, meist 4 bis 5 Millimeter. Die winzigen Tragblätter sind weiß und häutig. Die wohlriechenden Blüten sind schmal glockenförmig und zweifarbig. Die Blütenröhre ist blass himmelblau, 5 bis 6 Millimeter groß, an der Spitze ungefähr 3 bis 4 Millimeter breit und nicht verengt. Die Lappen sind rein weiß, zurückgebogen, eiförmig und 2,0 bis 2,5 Millimeter groß. Sie besitzen in der Mitte jeweils einen schmalen, dunkelblauen Streifen, der sich auch an der Blütenröhre fortsetzt. Die unfruchtbaren Blüten sind fahl blau-weiß. Die Staubfäden sind 0,5 bis 0,6 Millimeter lang und dunkelblau oder -purpurn. Die Staubbeutel sind dunkel gräulich oder schwärzlich violett und bis 1 Millimeter lang. Der Fruchtknoten ist eiförmig bis kugelförmig und ungefähr 1,5 Millimeter groß. Die Griffel sind ungefähr 1 Millimeter lang. Die Kapsel ist 2,5 bis 3, selten bis 4 Millimeter breit und kreisförmig, dreikantig oder flügelähnlich.

## Vorkommen
Muscari vuralii ist von nur einer Fundstelle im mittleren Taurus-Gebirge in Süd-Anatolien  in der Provinz Karaman im Kreis Sarıveliler bekannt. Die Art ist ein irano-turanisches Florenelement. Sie wächst auf steinigen Böden in der Gebirgssteppe in einer Höhenlage von 1950 Metern über NN. Am Fundort von Muscari vuralii kommen auch Muscari bourgaei, Ornithogalum lanceolatum, Anemone blanda, Scilla bifolia im weiteren Sinne, Gagea villosa var. villosa und Fritillaria acmopetala subsp. wendelboi vor.

## Systematik
Muscari vuralii wurde 2009 von den türkischen Botanikern Süleyman Doğu und Yavuz Bağcı erstbeschrieben. Sie gehört zur nominotypischen Untergattung Muscari (Syn.: subgen. Botryanthus) und ist nahe mit Muscari coeleste und Muscari macbeathianum verwandt. Die Art wurde zu Ehren des türkischen Botanikers Mecit Vural benannt. 

## Gefährdung
Die Art ist derzeit noch nicht in der Roten Liste der IUCN enthalten, erfüllt aber die Kriterien für eine Einstufung als vom Aussterben bedroht („Critically Endangered“).

## Belege
- Süleyman Doğu, Yavuz Bağcı: Muscari vuralii sp. nov. (Liliaceae/Hyacinthaceae) from South Anatolia, Turkey. In: Nordic Journal of Botany. Band 27, Nr. 2, 2009, S. 243–246, DOI:10.1111/j.1756-1051.2009.00427.x.